# ササグモ
ササグモ（笹蜘蛛）は、ササグモ科に属するクモである。徘徊性で、よく跳躍する活発なクモである。

## 特徴
ササグモ(Oxyopes sertatus Latrelle)は、節足動物門鋏角亜門クモ綱クモ目ササグモ科(Oxyopidae)に属するクモの一種である。徘徊性で、網を張らず、歩き回って餌をあさる。
外形はややハエトリグモに似ているが、より足が細長い。頭胸部は楕円形で、前はやや盛り上がる。眼はそれほど大きく発達せず、なんとなく円環状に並び、そのため、二眼ずつ四列に並んでいる、というように言われる。腹部は細い卵形で後ろはややとがる。
足はいずれも細長く、鋭い針状の毛が多数、まばらにはえている。
体色はやや白っぽい色に、頭胸部、腹部ともにあいまいな褐色の縦筋が入る。足は緑色を帯びる。雄雌はほぼ同じ大きさで、雄がややきゃしゃである。
雄は腹部が小さく頭胸部より小さくなる場合が多い、雌は腹部が大きく頭胸部より大きくなる場合が多い。

河川草地環境では圧倒的なササグモの中にやや稀に
クリチャササグモが見られ、見た目のサイズは大抵後者がやや大きい。

## 生活・利用
普通、草や樹木の枝や葉の上におり、獲物を探す。運動は活発で、足が速い。跳躍も巧みで、よく餌に飛びつくようにして捕らえる。卵は半球形の卵嚢にして、葉を巻いた中にくっつける。
小型の昆虫を捕らえる捕食者なので、農業の立場からは害虫の天敵としてはたらくことが期待される。一般に造網性のクモよりも徘徊性のクモの方が天敵として効果が高いとされる。ただし、クモ類を天敵として積極的に利用する試みは少ない。これは、主として、まずクモを大量繁殖させること、さらには多数個体を保管することが難しいからである。しかし、ササグモは害虫防除に使われたことがある。
昭和三十年代に、九州のスギ植林において、杉の新芽を害するスギタマバエに対して、萱島泉はササグモがこのハエの成虫をよく捕らえていることに注目し、これを防除に役立てることを試みた。大量飼育にも成功し、試験区域に放飼して、明らかな効果を確認した。

## 分類
日本のササグモ科に、主なものは三種ある。南日本から南西諸島にかけて分布するシマササグモ(O. macilentus L. Koch)は、ササグモよりやや細長く、体色がきれいな白に、すっきりとした縦縞が入る。北日本にはやや小柄で体色が褐色がかる、クリチャササグモ(O. badius Yaginuma)がいる。